# Plaza de los Olmos (Seo de Urgel)

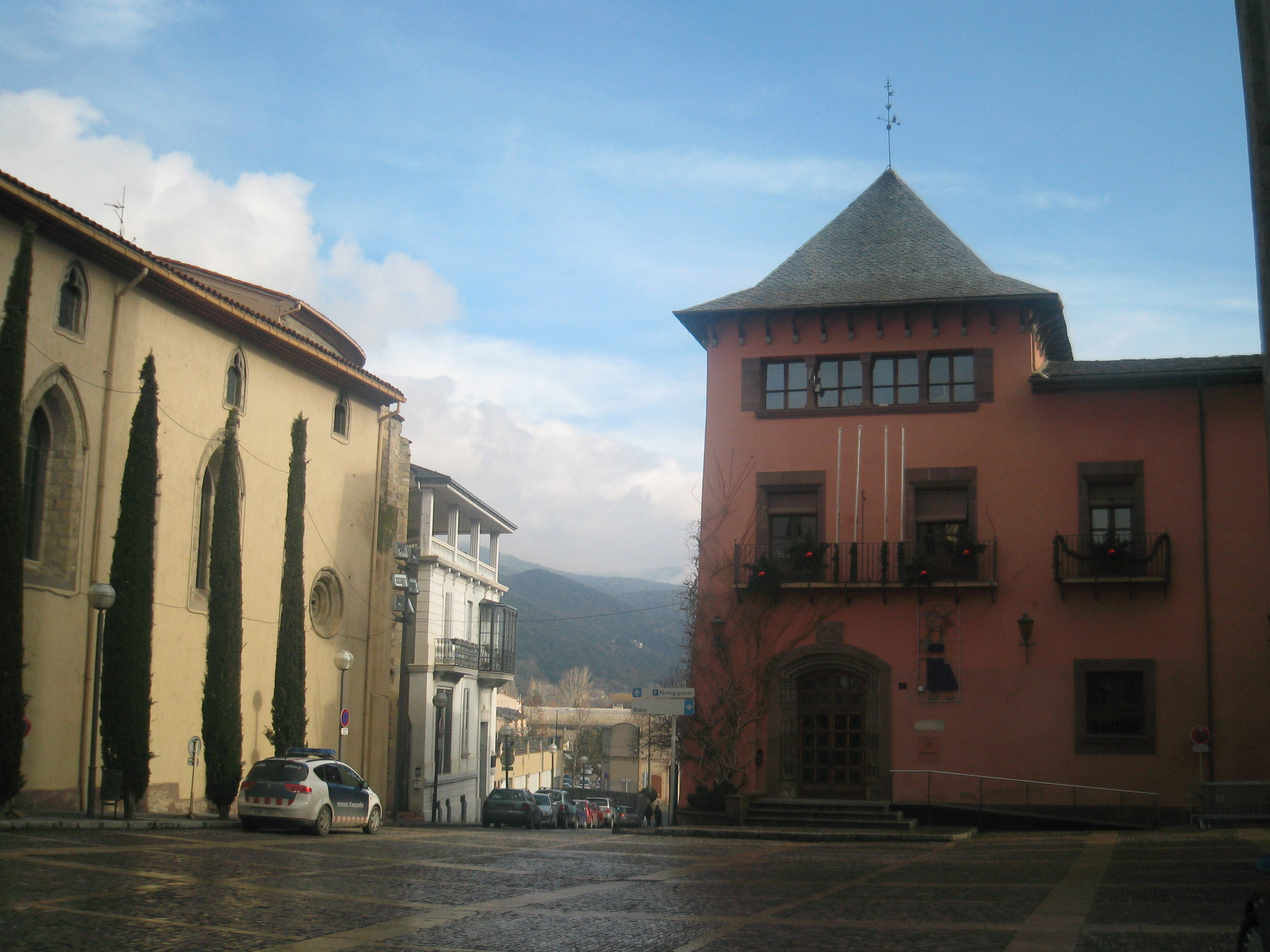
Casa de la Ciudad

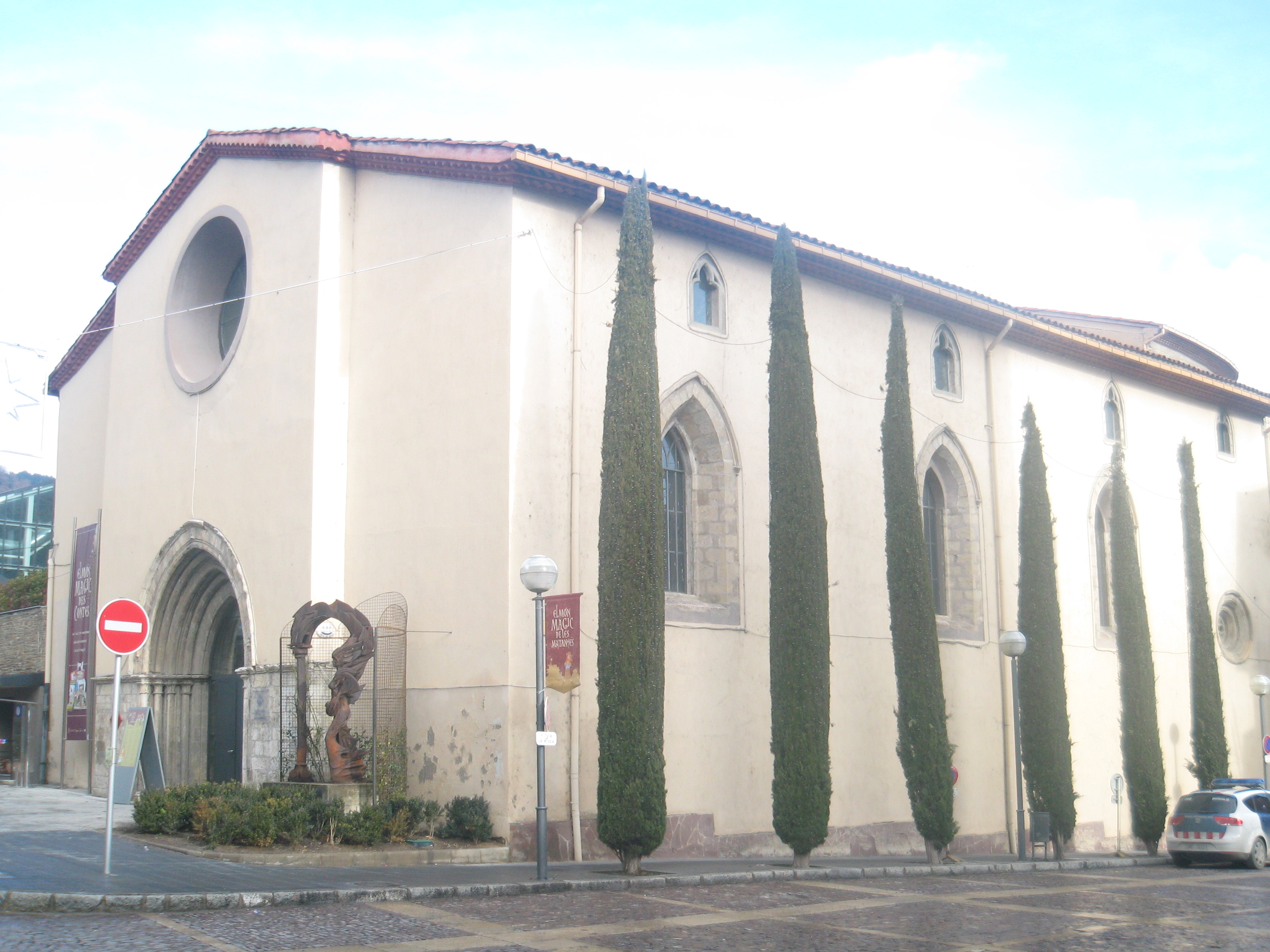
Sala Santo Domingo

La plaza de los Olmos (en catalán: plaça dels Oms) es una plaza del casco antiguo de Seo de Urgel. La plaza también es llamada plaza de la Villa, del Ayuntamiento o de la Catedral.
Es una de las plazas más notables de la ciudad, ya que se encuentran en ella los monumentos más importantes como la Catedral de Urgel, la Casa de la Ciudad, la antigua iglesia y convento de Santo Domingo, este último actualmente reconvertido en sala de exposiciones y parte del convento en parador nacional. Al lado del Ayuntamiento se situava el antiguo portal de Cerdaña. Además la plaza nace en la Calle Mayor, en esta calle y en la plaza tiene lugar cada martes y sábado el mercado tradicional, y el tercer fin de semana de octubre la feria de San Ermengol, la feria más antigua documentada en España. Hasta hace poco, durante esta feria, la plaza era el emplazamiento de la carpa donde se celebraba la Feria de Quesos Artesanos del Pirineo, dentro de la de San Ermengol, pero por el fuerte crecimiento de las dos la carpa ha cambiado de ubicación y ahora se encuentran las paradas de artesanos.
A partir de la plaza de la Villa, se formó el lugar donde establecían contacto la villa vieja y la nueva.

## Historia
En tiempos pasados la plaza fue cementerio extramuros de la Ciudad. Al efectuar obras se han encontrado numerosos restos humanos que así lo atestiguan, también en esta plaza se celebró el último auto de fe de esta ciudad en el cual fueron quemadas dos personas en la hoguera acusados de herejía. En la actualidad se efectúan obras en el principio de la calle Mayor confluencia con la plaza dels Oms dentro del plan de mejoras urbanísticas.